# تجمع رقبة ذحاوي (رماة)

تعديل مصدري - تعديل

تجمع رقبة ذحاوي هي إحدى قرى عزلة رماة بمديرية رماة التابعة لمحافظة حضرموت، بلغ تعداد سكانها 13 نسمة حسب تعداد اليمن لعام 2004.